# Pelexia
Pelexia es un género de orquídeas terrestres, raramente epifitas de la subfamilia Orchidoideae; contiene 67 especies (Garay (1982)). Se distribuye por las regiones tropicales y subtropicales de América.

## Descripción
Son plantas de raíces gruesas y carnosas. Las hojas forman una roseta a ras del suelo. De esta roseta surgen los tallos florales, erectos y pubescentes, que se dividen en brácteas terminadas en un racimo de flores tubulares y resupinadas. La flor se compone de un sépalo superior pubescente y dos pétalos laterales que abrazan la columna (estilo y estambres); el estigma puede ser entero o bi-lobulado, el nectario se encuentra unido al ovario.

## Distribución y hábitat
El género se distribuye por las regiones tropicales y subtropicales del continente americano, desde Argentina hasta México y Florida. Habita diversos biomas: bosques de pinos y robledales, pastizales, sabanas.

## Taxonomía
Este género forma junto con Cyclopogon y Sarcoglottis la "alianza Pelexia". En un estudio, realizado en la Universidad Estatal de Campinas (Sao Paulo), sobre tres especies de estos géneros: Cyclopogon congestus, Pelexia oestrifera y Sarcoglottis fasciculata se descubrió que, a pesar de las diferencias en tamaño de las flores y los polinizadores —aunque todos miembros de Apidae—, el mecanismo de polinización es el mismo. Los investigadores sugieren que algún tipo de restricción filogenética impide que cualquier otro tipo de insectos polinice estas orquídeas. Los miembros de este género son polinizados únicamente por abejorros.